# Урожайне (Генічеський район)
Урожайне (до 2025 року — Змагання) — село в Україні, у Нижньосірогозькій селищній громаді Генічеського району Херсонської області. Населення становить 207 осіб.
Село тимчасово окуповане російськими військами 24 лютого 2022 року.
Вулиці: Інтернаціональна, Пугачова, Пархоменка, Степова. Фермерські господарства «Люда», «Січ», «Молочний фонтан»

## Історія
Утворене як селище Змагання.
18 листопада 2008 року селище віднесене док категорії сіл.
12 червня 2020 року, відповідно до розпорядження Кабінету Міністрів України № 726-р «Про визначення адміністративних центрів та затвердження територій територіальних громад Херсонської області», увійшло до складу Нижньосірогозької селищної громади.
19 липня 2020 року, в результаті адміністративно-територіальної реформи та ліквідації Нижньосірогозького району увійшло до складу Генічеського району.
24 лютого 2022 року село тимчасово окуповане російськими військами під час російсько-української війни.
У 2025 році перейменоване на Урожайне.

## Населення
Згідно з переписом УРСР 1989 року чисельність наявного населення селища становила 197 осіб, з яких 93 чоловіки та 104 жінки.
За переписом населення України 2001 року в селищі мешкали 203 особи.

### Мова
Розподіл населення за рідною мовою за даними перепису 2001 року:
| Мова       | Відсоток |
| ---------- | -------- |
| українська | 95,17 %  |
| російська  | 3,86 %   |
| білоруська | 0,48 %   |
| гагаузька  | 0,48 %   |